# Badin (rivière)
Le Badin est une petite rivière française qui coule dans le département de la Haute-Marne en région Grand Est. C'est un affluent de la Vingeanne en rive droite, donc un sous-affluent du Rhône par la Vingeanne puis la Saône.

## Géographie
De 16,6 km de longueur, le Badin naît à proximité de la ferme de la Dhuis, sur les hauteurs de Courcelles-Val-d'Esnoms, commune déléguée du Val-d'Esnoms, en Haute-Marne (Grand Est, France). Le Badin est alimenté par le Vezin (venu d'Esnoms-au-Val, commune siège du Val-d'Esnoms) et la Coulange (venue de Rivière-les-Fosses et qui croise le Badin à Isômes), puis se jette dans la Vingeanne (rive droite) à Cusey, dans le même département.

### Parcours
Le Badin traverse quatre communes de la Haute-Marne, dans l'ordre suivant : Le Val-d'Esnoms, Le Montsaugeonnais, Isômes et Cusey. Il coule intégralement sur le territoire du canton de Villegusien-le-Lac et dans la communauté de communes d'Auberive Vingeanne et Montsaugeonnais, dans l'arrondissement de Langres. Le Badin s'étend sur une large vallée, où il retrouve le Vezin. jusqu'à Chatoillenot, commune déléguée du Val-d'Esnoms. À partir d'ici, le Badin se retrouve dans un goulot étroit avec de nombreux anciens moulins, entre les bois de Vaux et de Montanson, jusqu'à Vaux-sous-Aubigny, commune déléguée du Montsaugeonnais. Puis, il retrouve une plaine particulièrement ouverte, où il rencontre la Coulange, jusqu'à sa confluence avec la Vingeanne, à Cusey. 1 200 mètres avant de se verser dans la Vingeanne, le Badin coule sous le pont-canal. Cet édifice, construit en 1905, permet au canal entre Champagne et Bourgogne de franchir la rivière. Il s'agit d'un ouvrage d'art en maçonnerie, comportant trois arches similaires en forme d'arc, reposant sur deux piles centrales. Le plan d'eau, de 11,50 m de large, a une hauteur de 2,80 m, deux pertuis de décharge, pour huit voûtes, permettent de pallier les crues éventuelles.